# Gianmarco Bellini
Gianmarco Bellini (Montagnana, 15 settembre 1958) è un generale italiano, pilota dell'Aeronautica Militare.

## Biografia
Proveniente dall'Accademia Aeronautica di Pozzuoli, ha frequentato il corso Turbine III negli anni 1977-1981.

### Operazione Locusta
A poca distanza dall'obiettivo, il Tornado approccia l'aerocisterna per effettuare il rifornimento in volo, con turbolenze molto forti.

Bellini con la giornalista Lilli Gruber e il navigatore Maurizio Cocciolone (1991)

- Cocciolone: "Eccolo lì piano un po' più a destra... un po' più in alto... Dai che lo pigli... A destra, piano...No, no, via-"
- Bellini: "Dio se balla! Ok, aspetta che mi tiro indietro..."
- Cocciolone: "Stiamo rifornendo, stand-by."
- Bellini: "Madonna mia... Non riesco neanche a tenerlo dritto. Non ho mai visto una roba del genere."

Il Tornado è l'unico dei velivoli della missione ad essere riuscito a rifornirsi e viene predisposto per l'attacco al suolo.
- Cocciolone: "Ok, dopo viriamo per prua 294."
- Bellini: "Ok, Kuwait City è ancora accesa, meno male."
- Cocciolone: "Eh?"
- Bellini: "Mi era venuto il sintomo che non ci fosse nessuno, a Kuwait City"

Qualche istante dopo, il velivolo si trova sull'obiettivo designato.
- Cocciolone: "Ok, ci siamo, via... Mike. Due miglia, poi viriamo inbound al target, 276."
- Bellini: "Ok."
- Cocciolone: "Ok?"
- Bellini: "Un miglio, 276 dopo?"
- Cocciolone: "Sì, 276."
- Bellini: "Va beh, inbound da subito."
- Cocciolone: "Ok, comincia a andare, vai. [...] Ok, committa."[3]
- Bellini: "Ok, sono andate."

Gli ordigni sono stati sganciati; da questo momento si sente un cicalino di sottofondo, a indicare che l'aereo è stato rilevato dai radar della contraerea irachena.
- Bellini: "Butta via le taniche! Butta via le taniche!"
- Cocciolone: "Ok! ...sganciate. 500 piedi, vai più in basso, 400 piedi!"

(indistinguibile)
- Cocciolone: "Ci sei, 200 piedi, stabilizzati così. 200 piedi, ok sei inbound, vai così... Livella, livella, livella!"
- Bellini: "Roger."
- Cocciolone: "Livella!"
- Bellini: "Ok, vai!"
- Cocciolone: "Sei basso, 200 piedi, tutta canna... Così, le taniche le ho buttate."
- Bellini: "Ok."
- Cocciolone: "Tutta canna."

In questo momento, probabilmente, la contraerea irachena sta tirando molto vicino al velivolo.
- Bellini: "Chaffa, chaffa!"[4]
- Cocciolone: "Sto chaffando, vai... vai così."
- Bellini: "Chaffa al massimo!"
- Cocciolone: "Sto chaffando, tutta canna. Vai giù."
- Bellini: "I motori sono ancora buoni..."
- Cocciolone: "130 piedi, 120 piedi, vai così."

In questo momento il velivolo viene probabilmente colpito, in quanto si sente un crepitìo sordo e scatta un allarme in cabina.
- Bellini: "EJECT EJECT!"

Alla vigilia della guerra del Golfo il Governo italiano inviò nel Golfo Persico otto cacciabombardieri multiruolo Panavia Tornado IDS appartenenti al 6º, 36º e 50º Stormo nell'ambito dell'Operazione Desert Shield, per l'occasione rischierato negli Emirati Arabi Uniti presso l'aeroporto di Al Dhafra.
Il 16 gennaio 1991, con l'Operazione Desert Storm, le forze della Coalizione iniziarono una campagna di bombardamenti sulle posizioni della Guardia repubblicana irachena, sia sul territorio dell'Iraq che su quello del Kuwait occupato.
Nella notte tra il 17 e il 18 gennaio 1991, il maggiore Gianmarco Bellini (pilota) ed il capitano Maurizio Cocciolone (navigatore) decollarono a bordo del loro cacciabombardiere con altri velivoli italiani e alleati per la prima missione che li vedeva impiegati nello spazio aereo controllato dagli iracheni.
La missione della squadriglia era un deposito areale (vettovagliamento, munizioni e mezzi) nell'Iraq meridionale, a nord-ovest di Kuwait City, difeso da artiglieria contraerea radar-asservita. Bellini e Cocciolone furono gli unici a portare a termine il rifornimento in volo; tutti gli altri velivoli, gli altri 7 Tornado italiani e circa 30 altri aeromobili di altri Paesi, vennero ostacolati dalle condizioni meteorologiche, fallirono l'approccio all'aerocisterna e dovettero rientrare alla base.
Bellini, in qualità di capo equipaggio, decise che il loro velivolo avrebbe dovuto proseguire in solitaria, sapendo che il profilo di missione prevedeva di portare avanti l'attacco anche in una situazione del genere, quale che fosse lo schieramento difensivo del nemico. Ricevuto il consenso da parte del comando aerotattico, il velivolo livellò a circa 250 piedi di quota, attivò il controllo automatico TF e sganciò il carico bellico (5 bombe Mk 83) sull'obiettivo attorno alle 4.30 del mattino.
Dopo circa 40 secondi il loro aereo fu colpito dall'artiglieria contraerea irachena, addestrata alla difesa contro attacchi a bassa quota, e i due italiani dovettero lanciarsi con il seggiolino eiettabile. L'aereo impattò col terreno a circa 20 km a nordovest della capitale kuwaitiana, a poche centinaia di metri da una caserma della Guardia repubblicana irachena.
I due aviatori vennero immediatamente catturati dalle truppe irachene, furono separati, venne loro confiscato tutto ciò che avevano con sé (compresi gli indumenti e gli scarponi) e furono costretti a indossare una tuta gialla, che li qualificava come prigionieri di guerra.

### La prigionia
Il loro velivolo venne dato per disperso, e la loro sorte rimase del tutto ignota per due giorni.
Il 20 gennaio la televisione irachena mostrò un gruppo di piloti prigionieri, fra cui Cocciolone, il cui volto tumefatto lasciava pensare ad un trattamento brutale e le parole da lui pronunciate sembravano dettate dai suoi carcerieri. Nessuna notizia di Bellini venne data in questa occasione, facendo temere il peggio. I due aviatori vennero tenuti separati per tutto il tempo della prigionia.
Dell'esperienza nelle mani irachene Bellini non ricorda molto; ha dichiarato di essere stato per almeno dieci giorni sottoposto a pestaggi, di essere stato spesso minacciato di morte durante gli interrogatori e di aver passato gran parte della prigionia in una cella buia e sporca, sotto l'effetto di narcotici e sedativi.
Il 3 marzo, conclusasi l'offensiva, entrambi gli ufficiali furono rilasciati dalle autorità irachene e trasportati su una nave ospedale statunitense nel Golfo Persico.
Bellini e Cocciolone furono gli unici prigionieri di guerra italiani di tutto il conflitto, e il loro status nei 47 giorni di prigionia, per un vuoto normativo delle Forze Armate, non fu mai completamente chiarito dalle autorità militari italiane: non essendo l'Italia formalmente in guerra con l'Iraq, nel loro stato di servizio non compare alcuna detenzione da parte del nemico, ma solo la generica distinzione "a disposizione del comandante di corpo".

### Il servizio successivo
Bellini, promosso tenente colonnello negli anni 1990 e poi colonnello, fu in seguito nominato comandante del Contingente Italiano al Tri-National Tornado Training Establishment di Cottesmore e poi del 6º Stormo della base aerea di Ghedi.
Promosso generale di brigata aerea, si è ritirato dal servizio attivo nel 2012, per sopraggiunti limiti di età; oggi vive a Virginia Beach, Virginia (Stati Uniti), dove possiede un ristorante di cucina italiana, Il Rigoletto.
Il generale Bellini con decreto ministeriale n. 5013/142/BIS del 27 marzo 2015 pubblicato sulla Gazzetta Ufficiale n. 87 del 15 aprile 2015 è stato nominato dal ministro degli Esteri console onorario d'Italia a Norfolk in Virginia (USA).